# アイドル・ディスカバリー
アイドルディスカバリー（英:Idol Discovery）
1. 女性アイドルグループの情報まとめサイト。[1]
2. TwellVのアイドルドキュメンタリー。以下で後述。

アイドル・ディスカバリーは、TwellVで2018年2月9日より、不定期の金曜日2:00-2:30（JST、木曜深夜）に放送されているドキュメンタリー番組。
毎回週替わりで1組の女性アイドルグループに密着取材する。

## 放送リスト
| 回 | 放送日        | 出演者          |
| -- | ------------- | --------------- |
| 1  | 2018年 2月9日 | SEVEN4          |
| 2  | 2月23日       | ハコイリ♡ムスメ |
| 3  |               |                 |
| 4  | 3月23日       | 転校少女歌撃団  |